# Braisnes-sur-Aronde
Braisnes-sur-Aronde är en kommun i departementet Oise i regionen Hauts-de-France i norra Frankrike. Kommunen ligger i kantonen Ressons-sur-Matz som tillhör arrondissementet Compiègne. År 2022 hade Braisnes 175 invånare.

## Befolkningsutveckling
Antalet invånare i kommunen Braisnes
| Referens: INSEE |